# Beuckenswijk
Slot Beuckenswijk was een state (landhuis) uit de 17e eeuw die ten zuiden van de plaats Sondel stond in de toenmalige gemeente Gaasterland.
Beuckenswijk was een buitenplaats met een bos. Het grote gebouw had veel vensters. De state was genoemd naar dr. Wilhelmus Beuckens, die het huis als eerste bewoonde. Hun zoon Marius erfde de state. Deze buitenplaats was een halfuur lopen van Riniastate, waar familie van de bewoners van Beuckenswijk woonde.
In 1885 werd het huis afgebroken. De hier geplaatste boerderij toont nog enkele grote bewerkte stenen platen van het oude gebouw.

## Lijst van eigenaren van slot Beuckenswijk
| Jaar      | Gebruiker                                                              |
| --------- | ---------------------------------------------------------------------- |
| 1664      | Wilhelmus Beuckens                                                     |
| 1690-1722 | dr. Marius Beuckens en Gerritje Sierxma                                |
| 1722      | Geertruida Beuckens en Gijsbertus Nauta                                |
| 1763-1790 | Paulus Rombertus Nauta Beuckens en Hester Josina Swalue                |
| 1790-1798 | dr. Bavius Nauta en Tjitske Rinia                                      |
| 1798-1816 | Titia Rinia van Nauta en Johan Petrus van Hylckama                     |
| 1816-1824 | Alethya Aurelia van Hylckama en Hendrik Jan de Carpentier              |
| 1824-1838 | Hendrik Jan de Carpentier                                              |
| 1838-1869 | Titia de Carpentier                                                    |
| 1869 -    | waarschijnlijk Jacoba Jeannette D.M. de Carpentier en Jan de Rochefort |